# Partito Social Democratico Romeno (1990-2001)
Il Partito Social Democratico Romeno (in rumeno Partidul Social Democrat Român, PSDR) è stato un partito politico rumeno.
Nato nel 1990 su iniziativa di Sergiu Cunescu, si proclamò continuatore dell'eredità del Partito Social Democratico Romeno (storico), sparito nel 1948 dopo l'interdizione da parte delle autorità della Romania comunista.
Il nuovo PSDR nel 1991 entrò a far parte della Convenzione Democratica Romena (CDR), salvo lasciare la coalizione nel 1995 per stringere una nuova alleanza con il Partito Democratico (PD), dalla quale nacque l'Unione Social Democratica (USD). Grazie a questa, nel 1996 riuscì a far parte della maggioranza di un composito governo guidato dalla CDR.
Nel 1996 fu il primo partito della Romania postrivoluzionaria a riuscire ad entrare nell'Internazionale Socialista.
La scarsa efficacia dell'azione di governo, tuttavia, spinse il PSDR a cercare nuovi alleati. Sotto la presidenza di Alexandru Athanasiu, nel 2000 il partito concorse al fianco del Partito della Democrazia Sociale di Romania (PDSR) in occasione delle elezioni parlamentari e presidenziali, che sancirono la nascita del governo Năstase e riportarono Ion Iliescu alla presidenza della repubblica. Un anno più tardi si celebrò la fusione tra i due partiti, che diedero vita al Partito Social Democratico (PSD).

## Storia

### Il Partito Social Democratico Romeno "storico"
Vari gruppi di ispirazione socialista si susseguirono in Romania tra il 1893 e il 1927, quando fu fondato il Partito Social Democratico Romeno (PSDR) che, promuovendo l'introduzione di misure democratiche quali il suffragio universale, un sistema di protezione sociale dei lavoratori, lo sviluppo della pubblica istruzione e la riforma agraria, fu presente in parlamento tra il 1928 e il 1933. Messo fuorilegge nel 1938 dal re Carlo II, che creò un partito unico intorno alla propria persona, il PSDR continuò le proprie attività in clandestinità fino al 1944. Dopo il 1940 il partito si batté per il rovesciamento della dittatura di Ion Antonescu e l'uscita del paese dalla guerra, condividendo tali obiettivi con il Partito Comunista Rumeno (PCR). In collaborazione con altri partiti, infatti, diede vita al Blocco Nazional-Democratico (rumeno: Blocul Național-Democratic), che nell'agosto 1944 sostenne il colpo di stato del re Michele I, che esautorò Antonescu.
Il PSDR partecipò ai primi governi provvisori fino al 1945, quando fu nominato primo ministro Petru Groza. Temendo la creazione di uno Stato comunista sotto l'egida dell'Unione Sovietica, nel 1946 parte della dirigenza con a capo Constantin Titel Petrescu si separò dal PSDR e fondò il Partito Social Democratico Indipendente (rumeno: Partidul Social-Democrat Independent, PSDI). Mentre la parte maggioritaria del PSDR fu favorevole all'alleanza con il PCR, il PSDI decise di concorrere individualmente alle elezioni parlamentari del 1946, senza ottenere alcun deputato. In occasione della stessa tornata elettorale la coalizione PSDR-PCR conquistò 347 dei 414 seggi disponibili. Nel 1948 i due partiti si fusero e fu instaurata la Repubblica Socialista di Romania. Questa costrinse il re all'esilio, decretò l'abolizione di tutti i partiti ad esclusione del PCR ed ordinò l'arresto dei leader dell'opposizione. Il PSDI, quindi, sparì dalla vita politica romena.

### Rifondazione dopo la rivoluzione del 1989
In seguito alla rivoluzione romena del 1989 che rovesciò il regime di Nicolae Ceaușescu il potere fu assunto ad interim da un governo provvisorio (il Consiglio del Fronte di Salvezza Nazionale, CFSN) costituito principalmente da ex membri del Partito Comunista Rumeno (PCR) che, nel febbraio 1990, formarono il partito del Fronte di Salvezza Nazionale (FSN), grande gruppo politico che dominò la presenza nelle istituzioni e i mezzi di informazione nel primo periodo di transizione alla democrazia. Il 31 dicembre 1989 il CFSN emanò il decreto di abolizione del partito unico, consentendo la formazione di nuovi gruppi. I primi furono quelli "storici", che si basavano su una precedente tradizione politica, cioè il Partito Nazionale Liberale (PNL), il Partito Nazionale Contadino Cristiano Democratico (PNȚCD) e del Partito Social Democratico Romeno (PSDR). Questo fu rifondato il 18 gennaio 1990 da un gruppo di iniziativa guidato da Adrian Dimitriu (ex segretario generale del PSDI) e Sergiu Cunescu, che si dichiararono continuatori della dottrina socialdemocratica rappresentata da Titel Petrescu. Tra gli altri membri fondatori vi furono anche Mircea Stănescu e Mira Moscovici. Cunescu assunse l'incarico di presidente esecutivo, mentre Dimitriu ne fu presidente onorario.
Non si trattò, comunque, dell'unico partito a definirsi erede della tradizione socialdemocratica in Romania. Si richiamò a Titel Petrescu, ad esempio, anche il neonato Partito Socialista Democratico Romeno.
Malgrado le carenze organizzative dei gruppi di opposizione rispetto al FSN, facendo leva sui principi di democrazia, libertà di espressione, libertà di associazione sindacale ed equa distribuzione della ricchezza, il PSDR riuscì a partecipare alle elezioni parlamentari del 1990, le prime dopo la caduta del regime, ottenendo due seggi alla camera dei deputati (Sergiu Cunescu e Vasile Lascu) e partecipando ad un gruppo parlamentare comune insieme ai partiti ecologisti di MER e PER. Il partito non presentò alcun candidato alla presidenza della repubblica.
Vista la comune diffidenza alle politiche dell'egemone FSN di Ion Iliescu, ritenuto continuatore dell'ideologia comunista antidemocratica, nel corso del 1990 il PSDR si avvicinò agli altri gruppi di opposizione e, con questi (PNȚCD, PNL, PER, UDMR), il 15 dicembre prese parte alla creazione della Convenzione nazionale per l'instaurazione della democrazia (rumeno: Convenția Națională pentru Instaurarea Democrației, CNID).
Il 7-9 marzo 1991 si tenne il primo congresso del PSDR, che confermò la presidenza di Cunescu, adottò lo statuto e il programma che, richiamando i valori della socialdemocrazia moderna, invocò il principio del pluralismo politico, l'organizzazione di libere elezioni, la separazione dei poteri dello Stato, l'uguaglianza dei cittadini di fronte alla legge, la certezza dei diritti e delle libertà individuali, la ristrutturazione del sistema economico nazionale.

### Coalizioni degli anni novanta

#### Nella Convenzione Democratica Romena
Su iniziativa di Corneliu Coposu, leader del PNȚCD, al fine di combattere lo strapotere del FSN (ridenominato FDSN), il 26 novembre 1991 fu costituita un'ampia coalizione di partiti di centro-destra, gruppi liberali e associazioni civiche, che prese il nome di Convenzione Democratica Romena (CDR).
Pur concorrendo individualmente alle elezioni amministrative del febbraio 1992 (alle quali ottenne due sindaci, un consigliere di distretto e 35 consiglieri comunali), il PSDR partecipò alle elezioni parlamentari del 27 settembre 1992 sotto l'insegna della CDR, sostenendo anche la corsa alla presidenza della repubblica di Emil Constantinescu. La coalizione, pur scardinando l'egemonia assoluta del partito di Iliescu, tuttavia, non fu capace di ottenere la maggioranza per poter governare. Nacque, quindi, un esecutivo FDSN guidato da Nicolae Văcăroiu, mentre Iliescu fu riconfermato presidente. Il PSDR ottenne 10 deputati (il cui capogruppo fu Cunescu) e un senatore (Constantin Moiceanu).
La convivenza tra i partiti della CDR si rivelò complicata, poiché le formazioni più piccole venivano sistematicamente escluse dalla fase decisionale finale, pur reclamando un ruolo maggiore. Nel 1995 lo stesso Cunescu definì l'alleanza come «dittatura del PNȚCD sugli altri membri». In seguito al rifiuto da parte della dirigenza della CDR di riorganizzare la struttura della coalizione, come proposto dal PSDR, il 15 febbraio 1995 il consiglio nazionale del partito stabilì, quindi, di lasciare la CDR.

#### Coalizione con il Partito Democratico

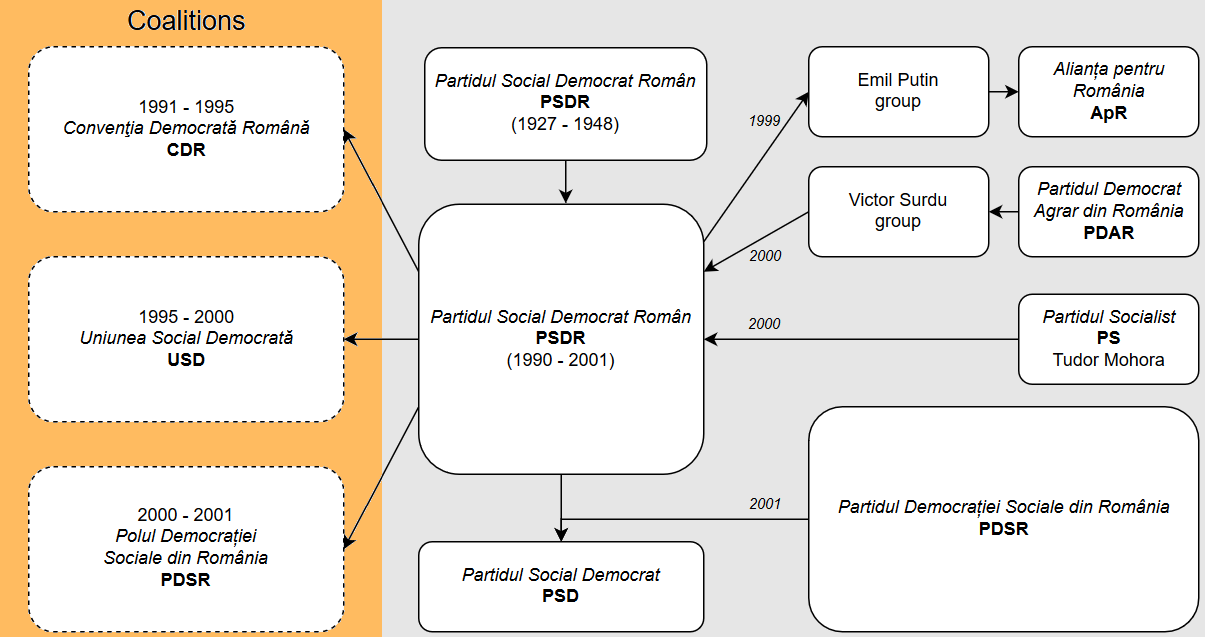
Diagramma rappresentante l'evoluzione del PSDR dal 1990 al 2001

Nello stesso anno il PSDR si avvicinò al Partito Democratico (PD), nato nel 1993 in conseguenza della spaccatura tra riformisti e conservatori in seno al FSN e condotto dall'ex primo ministro Petre Roman. Il 27 settembre 1995 i due partiti conclusero un accordo che portò alla nascita dell'Unione Social Democratica (USD), alleanza che prevedeva la partecipazione su liste comuni per le elezioni amministrative e parlamentari del 1996, nonché l'appoggio alla candidatura di Roman alla presidenza della repubblica.
Alle elezioni amministrative della primavera 1996 l'USD fu il secondo gruppo del paese per numero di sindaci, giungendo alle spalle del Partito della Democrazia Sociale di Romania (PDSR, nuova denominazione del partito di Iliescu). Mentre la coalizione in totale ottenne 475 sindaci, tenendo conto solo dei propri candidati, l'USD conseguì il 16,08% del totale dei sindaci della Romania, il 14,96% dei consiglieri comunali e l'11,64% dei consiglieri di distretto. In occasione del ballottaggio per il posto di sindaco di Bucarest, inoltre, l'USD preferì sostenere il candidato della CDR Victor Ciorbea in opposizione a quello del PDSR Ilie Năstase.
Oltre a conseguire discreti risultati elettorali, il 9 settembre 1996 il PSDR fu ammesso come membro con status consultivo dell'Internazionale Socialista, divenendone membro effettivo nel corso della conferenza mondiale dell'8 novembre 1999. Si trattò del primo partito della Romania postrivoluzionaria ad entrare nell'Internazionale Socialista.
Alle elezioni del 3 novembre 1996 l'USD arrivò terza. Alle presidenziali, su 16 candidati, Roman finì dietro Constantinescu (CDR) e Iliescu (PDSR), mentre in parlamento la coalizione ottenne 53 seggi alla camera (10 per i membri del PSDR) e 23 al senato (uno per il PSDR, Titus Lucian Șuteu, deceduto nel 1998). La CDR riuscì a vincere le elezioni, conquistando una maggioranza relativa che la costrinse a cercare alleati per la formazione del governo. Il 6 dicembre 1996 CDR, USD e UDMR siglarono un Patto per la governabilità e la solidarietà politica, che consegnò alla coalizione di governo il 60% dei seggi delle camere ed era finalizzato a formare un governo capace di rafforzare i valori democratici e avviare riforme economiche nette. Tra i termini dell'accordo Roman riuscì ad ottenere cinque ministeri per l'USD, dei quali uno andò al PSDR (il ministero del lavoro, assegnato ad Alexandru Athanasiu). L'USD, quindi, supportò la nascita di un esecutivo presieduto da Victor Ciorbea (PNȚCD).
La stabilità dell'alleanza, tuttavia, fu costantemente messa in discussione da divergenze ideologiche e individualismi di partito. Mentre Roman, minacciando il ritiro dalla maggioranza, nel 1998 ottenne le dimissioni di Ciorbea, sotto il nuovo primo ministro Radu Vasile il sopraggiungere di un periodo di crisi economica inasprì i termini del confronto. All'interno della stessa USD, il deputato PSDR Dumitru Sandu nel febbraio del 1999 denunciò il ruolo marginale riservato ai socialdemocratici e alla loro ideologia in seno alla coalizione, invocando il ritiro dal governo. Nel marzo dello stesso anno, il passaggio al PNL del vicepresidente del gruppo parlamentare del PSDR alla camera Constantin-Gheorghe Avramescu causò lo scioglimento del gruppo parlamentare del PSDR, i cui rappresentanti si trasferirono al gruppo dei deputati non affiliati.
Vista la crisi di identità del partito, lo stesso Cunescu annunciò pubblicamente di voler creare un partito socialdemocratico più forte e di essere pronto ad una fusione con l'Alleanza per la Romania (ApR) di Teodor Meleșcanu, gruppo fuoriuscito dal PDSR di Iliescu. Nel luglio del 1999 Cunescu rincarò la dose, annunciando che, a prescindere dalla realizzazione della fusione con il partito di Meleșcanu, il PSDR avrebbe in ogni caso abbandonato l'USD, poiché l'alleanza con il PD non era più giustificabile. Cunescu affermò che avrebbe potuto accettare anche una potenziale alleanza con il PDSR, ma a condizione dell'addio di Iliescu.
La decisione riguardante la fusione con ApR fu posticipata a dopo il congresso del 19 ottobre 1999, che avrebbe nominato il nuovo presidente in sostituzione dell'ormai settantaseienne Cunescu. Si affrontarono Alexandru Athanasiu (prediletto di Cunescu) ed Emil Putin. Il primo sosteneva la necessità di rimanere al governo, ritenendola prerequisito per il rafforamento interno del partito. Il secondo fu rappresentante delle voci che invocavano la necessità di lasciare l'esecutivo per preservare l'identità di partito e unirsi ad ApR per creare un grande fronte socialdemocratico
. La vittoria di misura di Athanasiu comportò la conferma di sostegno al governo Vasile da parte dell'ala maggioritaria del partito, mentre il gruppo facente capo a Putin si dimise in blocco, entrando in ApR. Mentre Athanasiu ottenne la presidenza, Cunescu fu nominato presidente onorario.
Il governo Vasile rimase in carica fino al dicembre 1999. Il 22 dicembre Athanasiu assunse ad interim l'incarico di primo ministro fino al 28 dicembre, cioè fino alla nomina a premier di Mugur Isărescu da parte del presidente della repubblica Constantinescu. Nel nuovo governo il PSDR mantenne la guida del ministero del lavoro, che fu assegnato a Smaranda Dobrescu.
Vista l'imminente fine del mandato governativo il PSDR si preparò alle nuove tornate elettorali del 2000. Il 27 gennaio 2000 l'ex leader del Partito Democratico Agrario di Romania Victor Surdu entrò nel PSDR e ne fu il candidato a sindaco di Bucarest in occasione delle elezioni amministrative del giugno 2000. Surdu, tuttavia, deluso dalla scelta del partito di non stringere alleanze con altri gruppi per sostenere la propria candidatura, abbandonò il PSDR dopo le elezioni. Nel complesso, concorrendo individualmente alle elezioni amministrative, il PSDR conseguì 63 sindaci, 44 consiglieri di distretto e 883 consiglieri comunali. 
Il 22 luglio 2000 il PSDR assorbì il piccolo Partito Socialista (rumeno: Partidul Socialist) di Tudor Mohora.

#### Nel Polo della Democrazia Sociale di Romania
L'accordo preelettorale più importante fu siglato il 7 settembre 2000, quando Athanasiu concordò con il PDSR di Ion Iliescu e Adrian Năstase l'adesione al Polo della Democrazia Sociale di Romania (rumeno: Polul Democrației Sociale din România), cui partecipava anche il Partito Umanista Romeno (PUR). Questa era finalizzata alla partecipazione su liste comuni per le elezioni parlamentari del 26 novembre e comportava il sostegno congiunto ad Iliescu per l'incarico di presidente della repubblica. Un altro termine dell'accordo impegnava il PSDR ad accettare la creazione di un gruppo parlamentare comune con il PDSR nel caso di vittoria alle elezioni, che avrebbe portato la fusione tra i due partiti nella prima parte del 2001.
Malgrado la decisione di Athanasiu, Cunescu si oppose all'ingresso nel PDSR per timore che il partito da lui fondato avrebbe perso la propria identità politica e che il PDSR avrebbe avuto bisogno del PSDR solamente per entrare nell'Internazionale socialista
.
Il 26 novembre 2000, in occasione delle elezioni legislative, la coalizione conseguì 155 deputati e 65 senatori, mentre il secondo partito più votato fu il Partito Grande Romania (PRM) di Corneliu Vadim Tudor. Alle elezioni presidenziali, infatti, Iliescu si ritrovò ad affrontare il leader del PRM, personaggio estremista e giustizialista che rappresentava il voto di protesta dell'elettorato. Di fronte al pericolo rappresentato dall'estremismo nazionalista persino PNL, PD e UDMR, considerandolo come l'alternativa politicamente più credibile, appoggiarono Iliescu in occasione del ballottaggio presidenziale del 10 dicembre 2000. Iliescu ottenne il 66,83% dei voti e Vadim Tudor si fermò al 33,17%.
Mentre Iliescu divenne nuovamente presidente della repubblica, Năstase fu designato per il ruolo di primo ministro. Il PDSR, che non aveva conseguito la maggioranza assoluta, per ottenere l'investitura e garantire la sopravvivenza del governo, fu costretto a richiedere l'appoggio parlamentare di Partito Nazionale Liberale (PNL) e Unione Democratica Magiara di Romania (UDMR). Sulla base di interessi comuni, quali lo sviluppo economico della Romania e l'integrazione euro-atlantica del paese, il 27 dicembre fu firmato il protocollo di intesa tra la coalizione di governo e gli altri due partiti. L'accordo con il PNL, tuttavia, sarebbe saltato il 18 aprile 2001.

### Fusione con il PDSR
In applicazione del protocollo siglato tra PDSR e PSDR nel 2000, in occasione della conferenza nazionale del 16 giugno 2001, si concretizzò la fusione tra le due formazioni, che già partecipavano ad un gruppo parlamentare comune alla camera dei deputati e al senato. Sotto la presidenza di Năstase, acclamato all'unanimità presidente del nuovo partito con i voti di tutti i 4.030 delegati, quindi, si realizzò l'unificazione di due tra i più importanti gruppi socialdemocratici del paese, che si unirono intorno all'insegna di Partito Social Democratico (PSD). Furono scelti 12 nuovi vicepresidenti e l'ex leader del PSDR Alexandru Athanasiu fu indicato come presidente del consiglio nazionale del nuovo partito.
A livello ideologico la fusione comportò la necessità, dichiarata dalle alte sfere del partito, di proporre una revisione dell'immagine del PDSR, distaccandosi dall'idea che associava il gruppo di Iliescu alle vecchie strutture comuniste e che rifiutava una riforma strutturale netta. Furono considerati essenziali, quindi, il rilancio dell'economia e l'avvicinamento ad Unione Europea e NATO.

## Congressi
- 7-9 marzo 1991
- 10-12 dicembre 1993
- 14-15 giugno 1997
- 16 ottobre 1999

## Struttura

### Presidenti
- Sergiu Cunescu (1990 - 1999)
- Alexandru Athanasiu (1999 - 2001)

## Risultati elettorali
| Elezione          | Elezione | Voti      | %     | Seggi    |
| ----------------- | -------- | --------- | ----- | -------- |
| Parlamentari 1990 | Camera   | 73.014    | 0,53  | 2 / 396  |
| Parlamentari 1990 | Senato   | 69.762    | 0,50  | 0 / 119  |
| Parlamentari 1992 | Camera   | 2.170.289 | 20,04 | 10 / 341 |
| Parlamentari 1992 | Senato   | 2.210.722 | 20,16 | 1 / 143  |
| Parlamentari 1996 | Camera   | 1.582.231 | 12,92 | 10 / 343 |
| Parlamentari 1996 | Senato   | 1.617.384 | 13,16 | 1 / 143  |
| Parlamentari 2000 | Camera   | 3.968.464 | 36,61 | 10 / 345 |
| Parlamentari 2000 | Senato   | 4.040.212 | 37,09 | 3 / 140  |
| 1. 2. 3.          |          |           |       |          |

| Elezione           | Elezione | Candidato           | Voti      | %     | Esito                |
| ------------------ | -------- | ------------------- | --------- | ----- | -------------------- |
| Presidenziali 1992 | I turno  | Emil Constantinescu | 3.717.006 | 31,24 | ❌ Non eletta/o (2º) |
| Presidenziali 1992 | II turno | Emil Constantinescu | 4.641.207 | 38,47 | ❌ Non eletta/o (2º) |
| Presidenziali 1996 | I turno  | Petre Roman         | 2.369.941 | 20,54 | ❌ Non eletta/o (3º) |
| Presidenziali 2000 | I turno  | Ion Iliescu         | 4.076.273 | 36,35 | ✔️ Eletta/o          |
| Presidenziali 2000 | II turno | Ion Iliescu         | 6.696.623 | 66,83 | ✔️ Eletta/o          |

## Nelle istituzioni

### Primi ministri ad interim
- Alexandru Athanasiu (1999)

### Collocazione parlamentare
- Opposizione (1990-1996)

Governo Roman I, Governo Roman II, Governo Roman III, Governo Stolojan, Governo Văcăroiu
- Maggioranza (1996-2001)

Governo Ciorbea, Governo Vasile, Governo Isărescu, Governo Năstase